# عصية زوجية محبة للبرودة
عصية زوجية محبة للبرودة (الاسم العلمي: Dyadobacter psychrophilus) هي نوع من البكتيريا، سلبية الغرام، تتبع جنس عصية زوجية.